# پسر عاشق (فیلم ۲۰۱۱)
پسر عاشق (انگلیسی: Loverboy) یک فیلم درام به کارگردانی کاتالین میتولسکو است که در سال ۲۰۱۱ منتشر شد. این فیلم نخستین بار در بخش نوعی نگاه در جشنواره فیلم کن ۲۰۱۱ به نمایش درآمد. داستان فیلم بر اساس رویدادهای واقعی نوشته شده و دربارهٔ پسر جوانی است که خود را به‌عنوان فردی عاشق‌پیشه جا می‌زند تا با فریب دختران جوان، آنها را به یک شبکهٔ فاحشگی بکشاند.

## بازیگران
- جورجه پیشترانو
- یون بسویو
- کلارا ودا
- بوگدان دومیتراکه
- کوکا بلوس
- آدا کوندئسکو